# قرقیزها

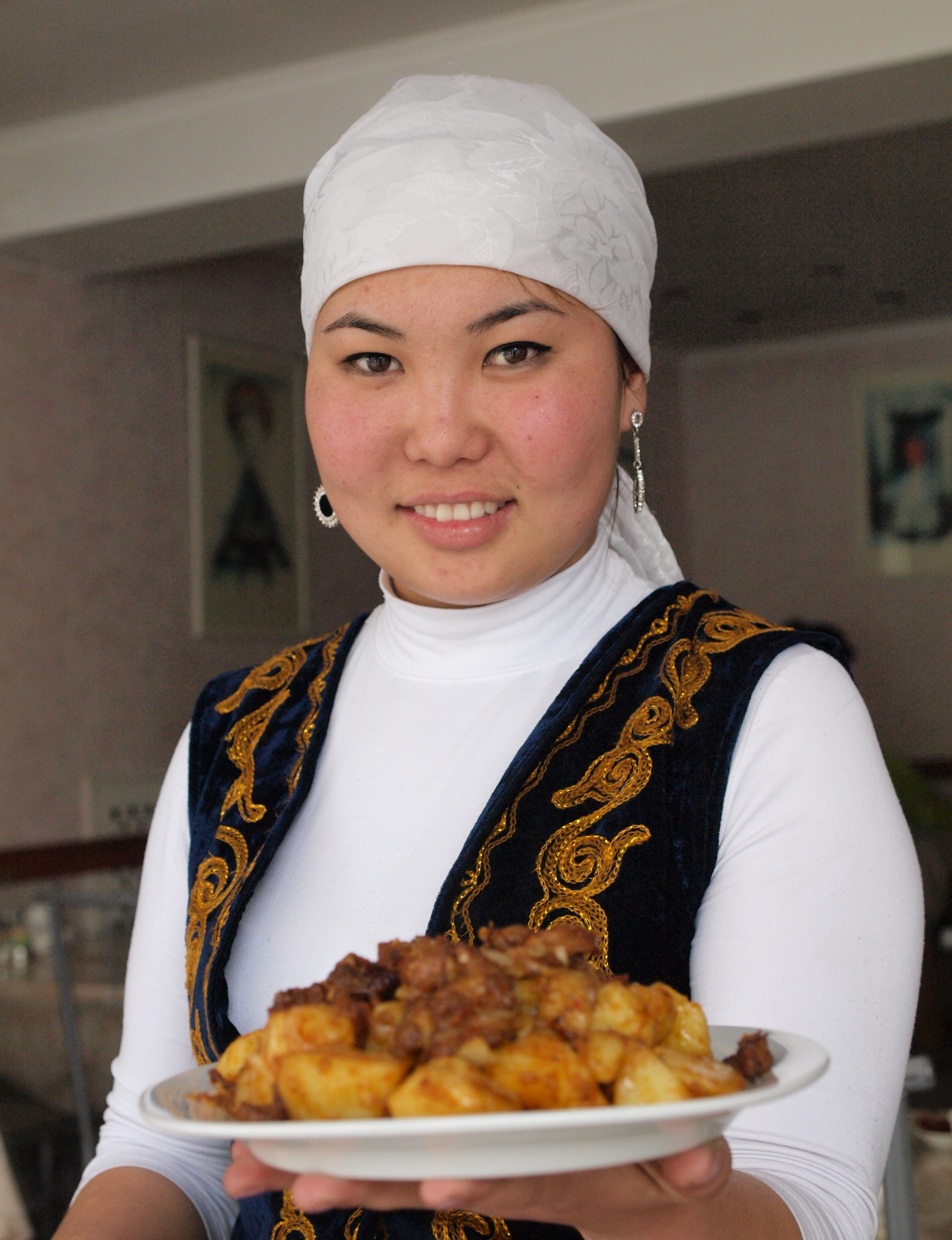
یک زن قرقیز با لباس ملی قرقیزستان در بیشکک

قرقیزها گروهی از مردم ترک تبار که در کشورهای آسیای میانه زندگی می‌کنند، قرقیزستان موطن قرقیزها و قرقیزی زبان آنان به شمار می‌رود. اکثریت قرقیزها را مسلمانان اهل سنت تشکیل می‌دهد.